# Пјанчери Алто (Бјела)
Пјанчери Алто је насеље у Италији у округу Бијела, региону Пијемонт.
Према процени из 2011. у насељу је живело 437 становника. Насеље се налази на надморској висини од 512 м.